# Về sùng bái cá nhân và những hậu quả của nó

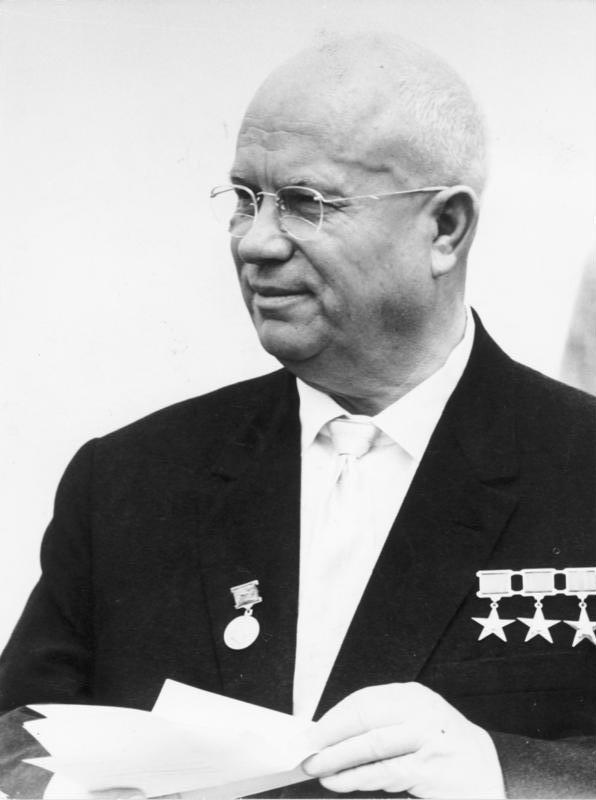
Chân dung nhà lãnh đạo Liên Xô Nikita Sergeyevich Khrushchyov

Về tệ nạn sùng bái cá nhân và những hậu quả của nó (tiếng Nga:О культе личности и его последствиях), thường được biết là Diễn văn bí mật hoặc Báo cáo của Khrushchyov về Stalin, là bài báo cáo trước Đại hội Đảng Cộng sản Liên Xô lần thứ 20 ngày 25 tháng 2 năm 1956 của nhà lãnh đạo Xô Viết Nikita Sergeyevich Khrushchyov mà trong đó ông đã phê phán những hành động được thực hiện dưới chế độ của Stalin, đặc biệt là những vụ thanh trừng các lãnh đạo cao cấp của Đảng Cộng sản Liên Xô và quân đội, trong khi vẫn ra vẻ ủng hộ lý tưởng cộng sản bằng việc viện dẫn chủ nghĩa Lenin.
Bài diễn văn là một cột mốc lịch sử chính trong thời kỳ tan băng Khrushchyov. Nó cũng chính là một dấu hiệu tranh chấp quyền lực nghiêm trọng trong hàng ngũ lãnh đạo Xô Viết mà Khrushchyov đã làm hết sức mình để tấn công uy thế của những người còn tồn tại trong một thời kỳ thống trị của chủ nghĩa Stalin, đặc biệt là Lavrentiy Pavlovich Beria. Bề ngoài thì bài diễn văn được trình bày như nỗ lực kéo Đảng Cộng sản Liên Xô lại gần hơn chủ nghĩa Lenin. Tuy nhiên mục tiêu của Khrushchyov chủ yếu là thu hút sự ủng hộ của mọi người về chuyện ông đã cho bắt giữ và hành quyết Beria vào mùa hè năm 1953, cũng như hợp thức hóa quyền lực mới giành lại từ tay những người trung thành với Stalin là Vyacheslav Mikhailovich Molotov và Georgy Maximilianovich Malenkov.
Bài diễn văn được biết đến như là bài diễn văn bí mật vì nó được đọc tại một phiên họp kín, và bài viết thực sự của nó chỉ được in ra vào năm 1989 trong tạp chí Izvestiya TseKa KPSS (Các báo cáo của Ủy ban Trung ương Đảng), số 3, tháng 3 năm 1989, mặc dù nhiều đảng viên đã được thông báo về bài diễn văn một tháng sau khi Khrushchyov đọc nó.
Vào tháng 4 năm 2007, tờ báo Anh The Guardian đã đưa diễn văn này vào loạt bài "Những diễn văn quan trọng nhất trong thế kỷ 20" của họ.

## Lịch sử

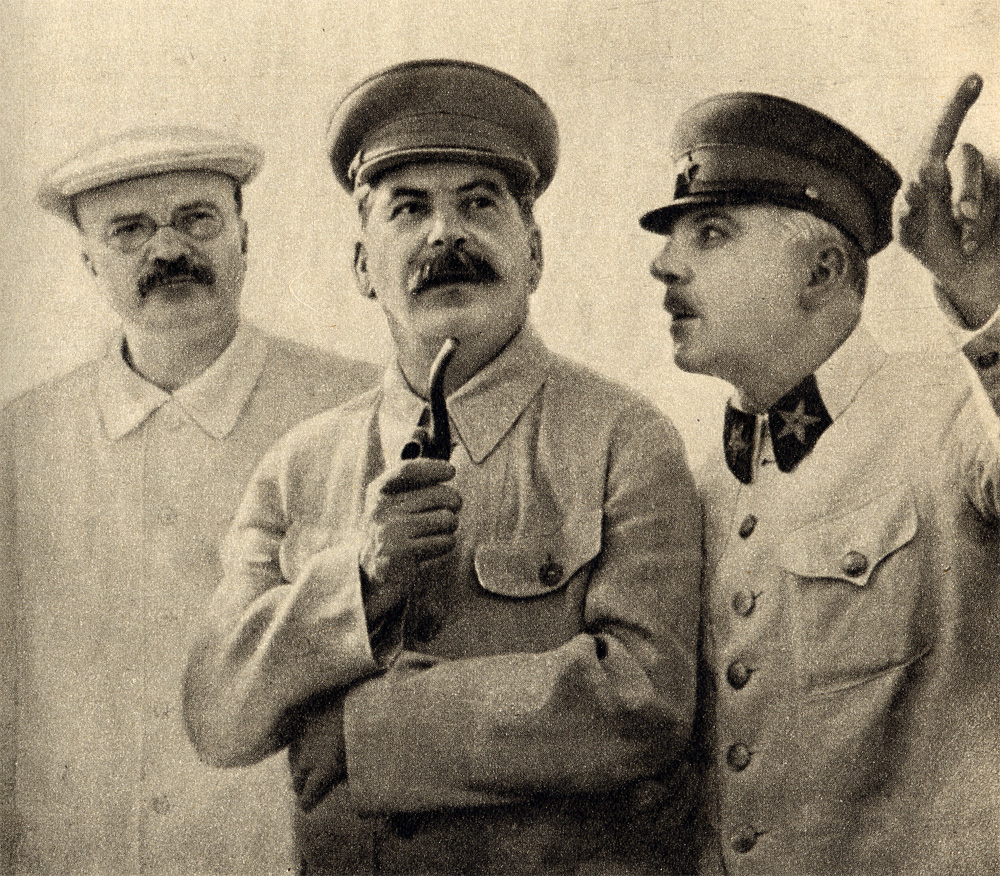
Molotov, Stalin và Kliment V

Cảm hứng cho bài "Diễn văn Bí mật" đến cả từ sự hiểu biết khôn khéo về chính trị của Khrushchyov và những sự thật đang hé lộ về các trại lao động khổ sai và các tù nhân của chúng. Viên chức cao cấp của Đảng Cộng sản là Anastas Mikoyan, một đồng minh của Khrushchyov, đã gặp mặt các tù nhân trại lao động khổ sai vừa mới được thả ra và nhận thấy rằng hiện tượng bắt người vô cớ càng ngày càng thịnh hành và rộng khắp hơn là người ta tưởng; ông lập tức chuyển các thông tin này đến cho Khrushchyov, người đang chuẩn bị tạo động thái hành động chính trị của mình. Nói chuyện với Mikoyan, một trong các tù nhân là Alexei Snegov phát biểu rằng "nếu ông [Mikoyan và Khrushchyov] không tự ly khai với Stalin tại Đại hội Đảng lần đầu tiên sau khi ông ta chết, và nếu ông không kể tội của ông ấy ra thì ông sẽ trở thành người đồng lõa tự nguyện trong những tội ác này". Một tù nhân khác, Olga Shatunovskaya, kể lại câu chuyện bà gặp một điệp viên của Nhật Bản, người đã nói với bà rằng "bọn Bolshevik khốn kiếp của bà ở tù mà chẳng biết lý do vì sao" trong khi công nhận tội của mình là quá rõ ràng.

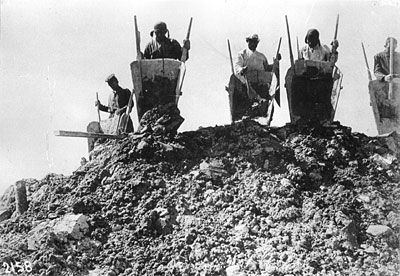
Tù nhân lao động trong các trại tập trung GULAG

Bài diễn văn được soạn thảo dựa vào các kết quả của một ủy ban đặc biệt của Đảng Cộng sản (Petr Nikolaevich Pospelov - chủ tịch, P. D. Komarov, Averky Aristov, Nikolay Mikhailovich Shvernik), được biết như là Hội đồng Pospelov, được sắp xếp tại một khóa họp của đoàn chủ tịch Ủy ban Trung ương Đảng Cộng sản Liên Xô vào ngày 31 tháng 1 năm 1955. Mục đích trực tiếp của ủy ban là điều tra những vụ trấn áp các đại biểu của Đại hội Đảng Cộng sản Liên Xô lần thứ 17 năm 1934.
Đại hội đảng lần thứ 17 được chọn cho các cuộc điều tra là vì nó được biết đến như là "Đại hội của kẻ chiến thắng" trong đất nước của chủ nghĩa xã hội "toàn thắng", và vì thế con số to lớn những "kẻ thù" trong số những người tham dự đại hội cần phải giải thích.
Vấn đề trấn áp hàng loạt đã được công nhận trước khi bài diễn văn được đọc. Ủy ban này trưng bằng chứng là trong thời gian từ 1937–1938 (đỉnh điểm của thời kỳ được biết đến như là Đại thanh trừng) trên 1,5 triệu cá nhân đã bị bắt vì "các hoạt động chống Xô Viết" trong số đó trên 680.000 bị hành quyết.
Trong khi Khrushchyov không do dự chỉ ra những thủ đoạn xấu xa của chủ nghĩa Stalin về những vụ thanh trừng quân đội, đảng và ban lãnh đạo trong Chiến tranh vệ quốc vĩ đại, ông rất cẩn thận tránh né bất cứ lời chỉ trích nào về chính sách công nghiệp hóa của Stalin hoặc lý thuyết của Đảng Cộng sản. Khi thảo luận về những cuộc trấn áp hàng loạt thì cũng thấy rõ ràng rằng có sự thiếu vắng, phải nói là cố tình, bất cứ một lời đề cập nào về các vụ bắt bớ ngẫu nhiên các công dân bình thường, bởi vì những sự cố này cũng giống như sự tàn bạo của việc tập thể hóa đã phục vụ lợi ích Đảng và nhà nước. Khrushchyov, nói cho cùng, thì cũng là một người trung thành của Đảng Cộng sản, và ông luôn miệng tán dương chủ nghĩa Lenin và lý tưởng cộng sản trong bài diễn văn của mình như ông luôn miệng kết tội các hành động của Stalin. Theo lý lẽ của Khrushchyov, Stalin là nạn nhân chủ yếu của hiệu quả độc hại của sự tôn sùng cá nhân mà qua các sai trái của ông đã đưa đẩy ông từ một phần tử quan trọng của những chiến thắng của Lenin thành một người mang bệnh hoang tưởng, dễ dàng bị ảnh hưởng bởi "kẻ thù điên dại của Đảng ta" đó là Beria.
Cho dù có tố cáo các cuộc trấn áp chính trị nhưng việc xúc tiến phục hồi lại danh dự cho các nạn nhân của các cuộc trấn áp chính trị thì lại chậm chạp tuy việc phóng thích các tù nhân chính trị từ các trại lao động được khởi sự chẳng bao lâu sau khi Stalin qua đời. Tuy nhiên, các nạn nhân của Vụ án Moskva chỉ được giải oan tất cả mọi tội lỗi vào năm 1988.

## Các báo cáo của bài diễn văn
Khrushchyov mở đầu bài diễn văn ngay sau khi nửa đêm; mất đến 4 tiếng đồng hồ để đọc bài diễn văn. Ngay sau đó, các báo cáo trong bài diễn văn đã được chuyển ra Tây phương bởi thông tín viên John Rettie của hãng thông tấn Reuters, người đã được Kostya Orlov cho biết về bài diễn văn này vài giờ trước khi Rettie đến giờ rời Liên Xô đi Stockholm; vì thế nó được tường thuật trong hệ thống truyền thông của phương Tây vào đầu tháng 3. Rettie tin rằng bài diễn văn này là từ chính Khrushchyov qua một người trung gian.
Ngày 5 tháng 3 năm 1956, Đoàn chủ tịch Đảng ra lệnh đọc Báo cáo của Khrushchyov tại các cuộc họp của các tổ chức cộng sản và Komsomol với lời mời đến các người không phải là thành viên. Như thế toàn văn bài báo cáo đã được biết đến rộng rãi tại Liên Xô vào năm 1956, và cái tên "Bài diễn văn bí mật" là một cái tên nhầm lẫn. Nhưng, toàn văn bài diễn văn không được chính thức phổ biến ra công chúng cho đến năm 1989. Có thể là, mặc dù không có bằng chứng, Mikoyan và Khrushchyov là kiến trúc sư của những cuộc đọc lại bài diễn văn tại các địa phương cũng như tiết lộ bài diễn văn cho Rettie qua Orlov; con trai của Mikoyan là Sergo, và con trai của Khrushchyov là Sergi đã đưa ra những lời làm chứng mặc dù khó mà xác minh được lời làm chứng về ý định của hai người cha.
Tuy nhiên, lời văn của bài diễn văn chỉ từ từ được tiết lộ tại các quốc gia Đông Âu. Nó cũng chưa bao giờ được những người lãnh đạo tiết lộ đến thành viên của các đảng cộng sản Tây phương của mình, và đa số những người cộng sản Tây phương chỉ được biết đến chi tiết của lời văn sau khi một tờ báo của Mỹ xuất bản một phiên bản của nó vào giữa năm 1956.
Nội dung của bài diễn văn tới được phương Tây qua một con đường vòng quanh. Như đã có nói ở trên, một vài bản của bài diễn văn được gởi đi theo lệnh của Bộ Chính trị Liên Xô đến các nhà lãnh đạo các quốc gia Khối phía Đông. Ngay sau khi bài diễn văn đã được phổ biến, một nhà báo Ba Lan Viktor Grayevsky đến viếng thăm bạn gái của mình là Lucia Baranowski đang làm việc với tư cách là một thư ký cấp thấp tại văn phòng của đệ nhất bí thư của Đảng Cộng sản Ba Lan Edward Ochab. Trên bàn làm việc của bà là một sách nhỏ dày với rìa màu đỏ và dòng chữ: "Đại hội đảng lần thứ 20, diễn văn của Đồng chí Khrushchyov". Grayevsky đã có nghe qua lời đồn về bài diễn văn và vì là nhà báo nên ông rất hứng thú để đọc nó. Baranowski cho phép ông mang tài liệu này về nhà đọc.
Thật ngẫu nhiên khi Grayevsky lại là người Do Thái và vừa thực hiện một chuyến đi đến Israel để thăm người cha đang bị bệnh của mình. Ông đã có ý di cư đến đó. Sau khi đọc xong bài diễn văn, ông mang nó đến tòa đại sứ Israel và đưa cho Yaakov Barmor, người đã giúp Grayevsky thực hiện chuyến đi thăm người cha đang bịnh của mình. Barmor là một đại diện của Shin Bet (cơ quan tình báo Israel); ông chụp hình tài liệu và gởi các bức ảnh chụp về Israel.
Vào trưa ngày 13 tháng 4 năm 1956, Shin Bet tại Israel nhận được các bức ảnh chụp. Trước đó hai cơ quan tình báo Israeli và Hoa Kỳ đã bí mật đồng ý hợp tác về các vấn đề an ninh. James Jesus Angleton là trưởng ban phản gián của CIA và đặc trách liên hệ bí mật với tình báo Israel. Các bức ảnh chụp được đưa đến ông. Vào này 17 tháng 4 năm 1956, sau khi các bức ảnh chụp tới tay giám đốc CIA Allen Dulles, ông này nhanh chóng thông báo cho Tổng thống Dwight D. Eisenhower. Sau khi xem xét bài diễn văn có phải là thật hay không, CIA tiết lộ bài diễn văn này cho báo The New York Times vào đầu tháng 6.

## Tóm lược và trích đẫn
Cơ cấu cơ bản của bài diễn văn như sau:
- Bác bỏ sự sùng bái cá nhân Stalin

- Trích dẫn các lời kinh điển của chủ nghĩa Marx-Lenin lên án "tôn sùng cá nhân":

- "Trong bức thư gửi chính trị gia người Đức Wilhem Bloss, Mác viết: "Trong thời kỳ hoạt động của Quốc tế, ác cảm với mọi thứ sùng bái cá nhân đã khiến tôi không bao giờ cho đăng tải vô số thư từ nhiều nước gửi đến ca tụng tôi, chúng chỉ khiến tôi bực mình. Tôi không bao giờ trả lời, trừ những quở trách đây, đó. Khi lần đầu tiên Ăngghen và tôi gia nhập ‘‘Hội những người cộng sản bí mật’’, chúng tôi đặt điều kiện phải xóa bỏ hết thảy trong Điều lệ những gì có thể thúc đẩy lòng tin mê muội vào uy quyền."
- "Ăngghen viết: Cả Mác, cả tôi đều luôn luôn chống lại mọi sự biểu dương công khai liên quan đến một số cá nhân, trừ trường hợp có mục đích cao hơn; và nhất là chúng tôi chống lại những lời biểu dương đối với cá nhân chúng tôi, ngay khi chúng tôi còn sống.

- Di chúc của Lenin và những nhận xét của Nadezhda Konstantinovna Krupskaya (vợ của Lenin) về đạo đức của Stalin:

- Đoạn viết về Stalin trong Di chúc của Lenin: "Xtalin là người có tính thô lỗ thái quá và nhược điểm này - hoàn toàn có thể chịu đựng được giữa chúng ta và trong quan hệ giữa những người cộng sản - không thể chấp nhận được trong cương vị tổng bí thư đảng. Vì thế, tôi đề nghị các đồng chí hãy suy nghĩ về việc thuyên chuyển Xtalin khỏi trọng trách ấy. Hãy đề cử vào vị trí của Xtalin một đồng chí khác, có tính nết tốt hơn so với Xtalin: kiên nhẫn hơn, trung thực hơn, lịch sự hơn và chu đáo hơn đối với các đồng chí, ít thất thường hơn v.v..."
- Nadezhda Krupskaya, vợ Lenin, gửi cho Camênhép, lúc ấy đứng đầu Bộ Chính trị (23-12-1922): "Lev Borisovitch, Vì một lá thư ngắn mà bác sĩ đã cho phép Vơlađimia Ilích đọc cho tôi chép, ngày hôm qua Xtalin đã nổi cơn thịnh nộ thô bạo nhất đối với tôi. Đã khá lâu rồi tôi là thành viên của đảng. Nhưng trong suốt ba mươi năm ấy, tôi chưa hề nghe một đồng chí nào nói một câu thô lỗ với tôi. Tôi mang trong tim mình những lợi ích của đảng và của Ilích [Ilitch], ít nhất cũng như Xtalin. Lúc này, tôi cần tự chủ cực độ. Điều gì cần phải làm, điều gì có thể hay không thể đưa ra bàn luận với Lênin, tôi là người hiểu rõ hơn mọi bác sĩ. Bởi tôi biết điều gì có thể hay không thể gây ra sự bực dọc cho Lênin. Chí ít, tôi cũng biết điều đó hơn Xtalin. Tôi viết thư này cho đồng chí và đồng chí Grigôri [Gregory] (Dinôviép) - là những bạn hữu gần gũi nhất của Ilích - và tôi yêu cầu hai đồng chí bảo vệ tôi chống lại sự can thiệp thô bạo vào đời tư của tôi, chống lại những cuộc cãi cọ không đáng có và những lời hăm dọa hèn hạ. Tôi không nghi ngờ chút nào về việc Ủy ban Kiểm tra mà Xtalin đã mang ra để dọa dẫm tôi sẽ đưa ra quyết định thống nhất để bảo vệ tôi. Nhưng tôi không đủ sức và cũng không đủ thì giờ dành cho trò kiện cáo ngu xuẩn này. Tôi cũng là người và thần kinh của tôi đã căng thẳng đến tột cùng."
- "Lênin viết cho Xtalin bức thư sau, và sao lục hai bản gửi Dinôviép và Camênhép (5-3-1923): Đồng chí Xtalin thân mến,Đồng chí đã tự cho phép mình gọi giây nói cho vợ tôi và mắng mỏ vợ tôi một cách thô bỉ. Mặc dầu vợ tôi đã nói với đồng chí là sẽ bỏ qua những điều đồng chí nói, tuy nhiên, qua vợ tôi, hai đồng chí Dinôviép và Camênhép đã biết chuyện này. Tôi không thể dễ dàng quên được việc đó và chẳng cần nói, đồng chí cũng hiểu rằng những gì chống lại vợ tôi, tôi cũng coi như chống lại tôi. Vì thế, tôi yêu cầu đồng chí suy nghĩ kỹ xem đồng chí có sẵn sàng rút lại những lời đã nói và xin lỗi vợ tôi, hay là chúng ta đoạn tuyệt mọi quan hệ."

- Stalin đã vi phạm các nội qui Đảng về lãnh đạo tập thể:

Nhận xét của Khrushchyov về Stalin: "Xtalin tuyệt đối không chấp nhận tính tập thể trong lãnh đạo và công việc, và đã dùng bạo lực không những đối với mọi thứ trái ý mình mà - do tính thất thường và độc đoán của đồng chí - còn đối với tất cả những gì bị đồng chí coi là không hợp với quan niệm của mình. Đối với mọi người, Xtalin không dùng phương pháp thuyết phục bằng lý luận và sự hợp tác kiên nhẫn. Xtalin bắt buộc kẻ khác phải theo ý định của mình và đòi họ phải phục tùng mình một cách vô điều kiện. Ai dám cưỡng lại và tìm cách chứng tỏ rằng quan niệm của mình là đúng, kẻ đó phải rời hàng ngũ lãnh đạo và sau đó sẽ bị tiêu diệt về tinh thần và thể xác. Điều này đã xảy ra sau Đại hội thứ XVII của đảng, khi rất nhiều lãnh tụ xuất sắc của đảng và các đảng viên nòng cốt - biết bao chiến sĩ trung thực và ngay thẳng của sự nghiệp cộng sản - đã là nạn nhân của sự bạo ngược của Xtalin."
- Trước Stalin, cuộc chiến với chủ nghĩa Trotsky chỉ toàn là về lý tưởng; Stalin đã giới thiệu khái niệm "kẻ thù của nhân dân" được dùng như "khẩu pháo hạng nặng":

"Xtalin là người đề xướng quan niệm ‘‘kẻ thù của nhân dân’’. Thuật ngữ này tự động loại trừ sự cần thiết phải chứng tỏ những sai lầm về tư tưởng của từng cá nhân hay đoàn thể. Nó tạo điều kiện cho việc vi phạm mọi chuẩn mực của pháp luật cách mạng, áp dụng những biện pháp khủng bố tàn bạo nhất với bất kỳ ai không đồng tình với Xtalin trong bất kỳ một vấn đề nào, đối với những người mới chỉ bị nghi vấn là đang chuẩn bị hoạt động chống phá cũng như với những kẻ vô tăm tiếng.
Tự bản thân quan niệm ‘‘kẻ thù của nhân dân’’, trong thực tế, đã loại bỏ khả năng mở ra bất kỳ một cuộc đấu tranh tư tưởng nào, hoặc ngăn cản người khác không được phát biểu ý kiến về một vấn đề nhất định, ngay cả khi vấn đề ấy là thực tiễn, chứ không mang tính lý luận. Trái hẳn với mọi nguyên tắc pháp lý, người ta chỉ dựa vào lời ‘‘thú tội’’ của bị cáo để buộc tội, coi đó là bằng chứng chính yếu và duy nhất trong thực tế. Các cuộc thẩm tra sau này đã chứng tỏ: bằng nhục hình, người ta đã cưỡng bức các bị cáo phải tuôn ra những lời ‘‘thú tội’’.
Điều này dẫn đến chỗ pháp lý cách mạng bị vi phạm trầm trọng, và nhiều người hoàn toàn vô tội - trong quá khứ từng bảo vệ đường lối của đảng - đã trở thành nạn nhân. Phải nhớ rằng ngay cả đối với những người trước kia đã chống lại đường lối của đảng, lắm lúc, dù chẳng có lý do gì chính đáng, họ cũng bị giết hại. Quan niệm ‘‘kẻ thù của nhân dân’’ được áp dụng nhiều nhất chính là để sát hại thể xác những người như thế."
- Trấn áp số đông các lão thành Bolshevik và đại biểu Đại hội Đảng XVII, đa số họ là công nhân và đã gia nhập Đảng Cộng sản trước năm 1920. Trong số 1.966 đại biểu, có 1.108 bị gán cho tội "bọn phản cách mạng", 848 bị hành quyết, và 98 trong 139 thành viên và ứng cử viên Ủy ban Trung ương bị gán tội "kẻ thù của nhân dân"
- Sau cuộc trấn áp này, Stalin thậm chí ngưng xem xét ý kiến của tập thể

- Các thí dụ về những vụ trấn áp một số người Bolshevik nổi tiếng được trình bày chi tiết
- Stalin đã ra lệnh gia tăng việc khủng bố hành hạ: "NKVD (công an mật vụ Liên Xô) có lịch trình trễ đến 4 năm"

- Âm mưu tiến hành ngụy tạo cho các "kế hoạch" vạch mặt số đông kẻ thù

- Ngông cuồng thổi phồng vai trò của Stalin trong Chiến tranh Vệ quốc Vĩ đại (Chiến tranh thế giới thứ hai)
- Các vụ trục xuất toàn bộ các dân tộc:

"Xtalin đề xướng.... việc đày ải hàng loạt các dân tộc khỏi mảnh đất quê hương của họ, trong số đó có cả những người cộng sản, những đoàn viên Cômxômôn, không loại trừ một ai; không một quan điểm quân sự nào có thể biện minh cho sự đày ải đó.
- Chẳng hạn, cuối năm 1943, khi những cuộc tấn công liên tục trên các trận tuyến của cuộc chiến tranh vệ quốc vĩ đại đã quyết định kết cục cuộc chiến, một nghị quyết được đưa ra nhằm đày ải dân tộc Karatchai1 khỏi những mảnh đất họ đang cư trú. Quyết định này đã được thực hiện.
- Cũng vào thời kỳ đó, khoảng cuối tháng 12-1943, tất cả dân chúng nước Cộng hòa Tự trị Canmúc cũng chịu chung một số phận.
- Tháng 3-1944, tất cả dân Tchetchene và Ingouche bị xua đuổi, còn nước Cộng hòa Tự trị Tchetchene-Ingouche bị giải tán.
- Tháng 4-1944, tất cả dân Balkare bị đuổi khỏi lãnh thổ nước Cộng hòa Tự trị Kabardo-Balkare đến các vùng khác, bản thân nước cộng hòa này bị đổi tên thành Cộng hòa Tự trị Kabardo.
- Dân tộc Ucơraina chỉ thoát được số phận trên bởi họ quá đông và không biết đưa họ đi đâu. Nếu không thì họ cũng bị đày ải rồi."

- Âm mưu của các bác sĩ (cho là các bác sĩ người Do Thái âm mưu giết các nhà lãnh đạo Xô Viết) và Vụ việc Mingrelian (vụ gán tội cho các thành viên của Đảng Cộng sản tỉnh Mingrelian thuộc Gruzia là ly khai và hợp tác với phương Tây)
- Các biểu hiện của sự sùng bái cá nhân gồm có: Các bài hát, tên các thành phố,...

## Trích dẫn khác
- Kiểm điểm việc sùng bái cá nhân: "Sau khi Stalin mất, Ban chấp hành trung ương (BCHTW) đã nghiêm khắc và từng bước tiến hành kiểm điểm việc đề cao vai trò của một cá nhân, biến cá nhân đó thành kẻ siêu phàm với những phẩm chất siêu nhiên, tương tự như chúa trời, là điều không thể chấp nhận được và xa lạ với tinh thần học thuyết Mác-Lênin. Một con người dường như biết hết tất cả, nhìn thấy hết tất cả, suy nghĩ thay cho mọi người, có thể làm được tất cả và không hề sai lầm trong mọi hành động."
- "Chúng ta cần nghiêm túc xem xét và phân tích một cách đúng đắn vấn đề này, nhằm loại bỏ mọi khả năng tái diễn dưới bất kì hình thức nào những việc tương tự đã xảy ra dưới thời Stalin, một người đã thể hiện tinh thần hoàn toàn bất phục tùng tính tập thể trong lãnh đạo và trong công việc, đã sử dụng bạo lực trắng trợn để đàn áp không những đối với những quan điểm đối lập, mà còn đối với tất cả những gì bị coi là không phù hợp với quan điểm của mình, do tính khí thất thường và độc đoán. Stalin không dùng phương pháp thuyết phục, giải thích, hợp tác kiên nhẫn, mà dùng biện pháp áp đặt quan điểm của mình, đòi hỏi mọi người phải phục tùng vô điều kiện. Ai dám chống lại và tìm cách chứng tỏ quan điểm của mình, sự đúng đắn của mình, kẻ đó sẽ bị loại trừ khỏi tập thể lãnh đạo và sau đó sẽ bị hủy diệt về mặt tinh thần và thể xác. Điều này đặc biệt nghiêm trọng vào thời kì sau đại hội lần thứ XVII, khi rất nhiều nhà hoạt động xuất sắc trung thực của đảng, trung thành với sự nghiệp của chủ nghĩa cộng sản, và hàng loạt các đảng viên nòng cốt đã là nạn nhân của sự bạo ngược của Stalin."
- "Vladimir Lenin yêu cầu đối phó không khoan nhượng với kẻ thù của Cách mạng và của tầng lớp lao động và khi thấy cần thiết thì dùng đến những phương thức tàn nhẫn như thế... Lenin đã dùng những phương thức như thế, tuy nhiên, chỉ chống lại kẻ thù giai cấp thực sự [và] chỉ trong những trường hợp cần thiết nhất khi giai cấp bóc lột vẫn còn hiện hữu và cố tìm cách chống đối cách mạng... Stalin thì khác, đã sử dụng những phương thức cực độ và những cuộc trấn áp hàng loạt vào lúc mà Cách mạng đã chiến thắng, khi mà nhà nước Xô Viết đã được củng cố,...khi mà Đảng ta đã vững mạnh chính trị và đã củng cố cả số lượng và tư tưởng."
- "Nhiều ngàn người cộng sản vô tội và thật thà đã chết như là kết quả của những sự xuyên tạc ác độc các trường hợp như thế...như là kết quả của việc thực hiện ép cung bắt tố cáo chống mình và chống người khác. Trong kiểu cách tương tự, nhiều trường hợp đã được ngụy tạo để chống các viên chức nổi bật của nhà nước và Đảng -- Kosior, Chubar, Postyshev, Kosarev, và những người khác... Việc hành xử xấu xa đó đã được bỏ qua nhờ NKVD (công an mật vụ Nga) đã soạn sẵn danh sách của những người... mà sự kết án đã được định sẵn từ trước... Trấn áp hàng loạt có một ảnh hưởng tiêu cực đến điều kiện chính trị đạo đức của Đảng, tạo ra một tình hình bất ổn, góp phần làm lan rộng sự nghi ngờ không lành mạnh, và gieo mầm nghi kị trong hành ngũ những người cộng sản."
- "Trong kiểu tương tự, chúng ta hãy lấy các bộ phim quân sự và lịch sử của chúng ta làm thí dụ và một vài tác phẩm sáng tác văn chương. Chúng làm cho chúng ta giống như phát bịnh. Mục tiêu thực sự của chúng là tuyên truyền đề tài ca ngợi Stalin như là một tài năng quân sự. Chúng ta hãy nhớ lại bộ phim, Sự sụp đổ Bá Linh (The Fall of Berlin). Stalin đóng chỉ có một mình ở đây. Ông ta ra lệnh trong một đại sảnh mà trong đó có nhiều chiếc ghế không có ai ngồi. Chỉ có một người tiến tới ông ta để báo cáo điều gì đó -- người đó chính là Poskrebyshev, người cầm mộc trung thành của ông. [cười phá lên] Và bộ tư lệnh quân sự đâu rồi? Bộ chính trị đâu rồi? Chính phủ đâu rồi? Họ đang làm gì, và họ đang bận công việc gì? Không có gì về họ được nói đến trong bộ phim. Stalin đóng cho mọi người, ông không có tính đến bất cứ người nào. Ông không có thăm dò ý kiến của ai. Mọi thứ được trình chiếu cho nhân dân xem trong các ánh sáng giả tạo này. Tại sao? Để phủ quanh ông cái hào quang vinh dự - ngược lại những điều thật và sự thật lịch sử."
- "Tất cả những hành động quái ác mà người khởi xướng ra chúng là Stalin và những hành động đó là những sự vi phạm xấc láo chống những nguyên lý căn bản của Chủ nghĩa Lenin [đằng sau] các chính sách dành cho các dân tộc của nhà nước Xô Viết. Chúng ta muốn nói đến những vụ trục xuất hàng loạt toàn bộ dân tộc từ nơi gốc gác của họ, cùng với tất cả những người cộng sản và Komsomol mà không chừa một ai... Như thế, đến cuối năm 1943 khi mà đã có một sự thay đổi chắc chắn hoàn cảnh tại mặt trận theo chiều hướng có lợi cho Liên Xô, một quyết định liên quan đến việc trục xuất tất cả người Karachays khỏi vùng đất mà họ đã sống đã được đưa ra và tiến hành. Cùng giai đoạn này, lúc cuối tháng 12 năm 1943, số phận của những người Kalmyks thuộc Cộng hòa Tự trị Kalmyk cũng đã đến. Tháng 3 năm 1944, tất cả người Chechen và Ingushetia bị trục xuất và Cộng hòa Xã hội Chủ nghĩa Xô viết Tự trị Chechen-Ingushetia bị giải thể... Người Ukraina tránh được số phận chỉ vì họ quá đông và không có chỗ để trục xuất họ. Ngược lại nếu có đủ chỗ thì [Stalin] cũng đã sẽ trục xuất họ." [cười phá lên]
- "Tôi nhớ lại những ngày đầu tiên khi cuộc xung đột giữa Liên Xô và Nam Tư bắt đầu bùng lên. Có lần khi tôi từ Kiev đến Moskva, tôi được mời đến thăm Stalin. Ông đang chỉ một bản sao của lá thư vừa mới được gởi cho Tito và hỏi tôi, "đồng chí có đọc lá thư này chưa?" Không đợi cho tôi trả lời, ông nói tiếp, "tôi chỉ cần lắc ngón tay út của tôi -- là Tito không còn nữa. Hắn sẽ đổ ngay." Chúng ta đã trả giá đắt cho điều này "Lắc ngón tay út." Lời tuyên bố đó phản ánh chứng điên cuồng hám danh của Stalin, nhưng ông ta đã từng hành động bằng cách đó: "tôi chỉ cần lắc ngón tay út của tôi -- là không còn Kosior nữa"; "tôi chỉ cần lắc ngón tay út của tôi một lần nữa thì Postyshev và Chubar sẽ không còn nữa"; "tôi chỉ cần lắc ngón tay út của tôi lần nữa -- thì Voznesensky, Kuznetsov và nhiều người khác sẽ biến mất." Nhưng chuyện này không xảy ra đối với Tito. Không cần biết bao nhiều lần và mạnh yếu ra sao lúc Stalin lắc, không chỉ ngón tay út của ông ta mà mọi thứ khác mà ông có thể lắc, Tito vẫn không đổ. Tại sao? Lý do là, trong khoảng khắc bất đồng này của các đồng chí Nam Tư của chúng ta, Tito có cả một Nhà nước và một dân tộc có một sự giáo dục nghiêm túc về tự do và độc lập đang đứng đằng sau ông, một dân tộc ủng hộ các nhà lãnh đạo của mình. Các đồng chí thấy chứng điên cuồng hám danh của Stalin đã đưa ông ta đến được gì. Ông ta hoàn toàn mất ý thức về thực tế. Ông ta đã chứng tỏ sự nghi kị và sự kiêu căng của ông ta không chỉ trong quan hệ với cá nhân tại Liên Xô mà còn trong quan hệ với toàn bộ các đảng và quốc gia."

## Hậu quả
Bài diễn văn của Khrushchyov đã phơi bày nhiều sự thật và gây ấn tượng mạnh mẽ đến hàng triệu tâm trí con người. Theo như một số tường thuật, một số người có mặt bị nhồi máu cơ tim, một số người khác sau đó đã tự tử. Bài báo cáo đã làm thay đổi bầu không khí chính trị của Chiến tranh Lạnh bằng sự chung sống hòa bình và đã ảnh hưởng đến sự giải tỏa và hòa hoãn, được biết đến như là thời tan băng của Khrushchyov. Tuy nhiên nó cũng gây ra một cú sốc trong tinh thần của một số công dân Xô Viết bị tuyên truyền về khả năng siêu việt của Stalin dẫn tới những cuộc biểu tình và bạo loạn tại quê hương Stalin, Gruzia, bị quân đội Liên Xô dập tắt ngày 9 tháng 3 năm 1956.
Năm 1961, xác của Stalin bị đưa ra khỏi lăng Lenin và được chôn bên ngoài bức tường của Điện Kremli.
Năm 1956, một vài tháng sau đại hội lần thứ 20, bài diễn văn bí mật này của Khrushchyov được xuất bản khắp thế giới.
Vào lúc đó, tướng Moshe Dayan, một nhà quân sự chính trị Israel, người sau này đã chiến thắng liên quân Ai Cập - Syria đã nói rằng Liên Xô sẽ biến mất trong vòng 30 năm, và ông chỉ dự đoán với sai lệch 5 năm về sự sụp đổ của Liên Xô vào năm 1991.
Bài báo cáo là một trong những nguyên nhân chính đưa đến việc chia rẽ giữa Trung Quốc và Liên Xô, trong đó Trung Quốc (dưới thời Mao Trạch Đông) và Albania (dưới thời Enver Hoxha) lên án Khrushchev theo chủ nghĩa xét lại. Để trả đũa, họ thành lập phong trào chống chủ nghĩa xét lại, chỉ trích các lãnh tụ hậu Stalin, cho là họ đã xa rời con đường của Lenin và Stalin.

## Phản bác
Grover Furr, một giáo sư tại trường đại học Montclair, Hoa Kỳ, đã cho xuất bản một cuốn sách tên "Khrushchev Lied" (Khrushchev đã xuyên tạc) vào năm 2009. Dựa trên các nguồn nghiên cứu và các tài liệu trong kho lưu trữ của Liên Xô, trong cuốn sách, ông đã chỉ ra rằng: trong toàn bộ bài diễn văn của Khrushchev, thì 60 trong số 61 luận điểm của Khrushchev là xuyên tạc (1 còn lại là ông không thể chứng minh nhưng cũng không thể phủ nhận nó).